# Iulian Ciocan
Iulian Ciocan (n. 6 aprilie 1968, Chișinău, RSS Moldovenească, URSS) este un prozator, publicist și critic literar din Republica Moldova.

## Biografie
Iulian Ciocan s-a născut la 6 aprilie 1968 în Chișinău. A absolvit Facultatea de Filologie a Universitătii „Transilvania” din Brașov în 1995. Timp de 20 de ani a fost comentator al postului de Radio Europa Liberă. Din 2022 lucrează la postul Vocea Basarabiei.
El este membru al Uniunii Scriitorilor din Moldova, al Uniunii Scriitorilor din România și al PEN-Club din Republica Moldova. La 15 ianuarie 2025, a primit Premiul Constantin Stere în domeniul literaturii al Ministerului Culturii, 2024. A scris volumele de critică literară Metamorfoze narative (1996) și Incursiuni în proza basarabeană (2004). În 2007 a apărut primul său roman Înainte să moară Brejnev. Cărțile sale au fost traduse în franceză, cehă, italiană, sârbă, engleză și olandeză.

## Opera
- Înainte să moară Brejnev (Editura Polirom, 2007)
- Tărîmul lui Sașa Kozak (Editura Tracus Arte, 2011)
- Iar dimineața vor veni rușii (Editura Polirom, 2015)
- Dama de cupă (Editura Polirom, 2018)
- Clovnul (Editura Polirom, 2021)